# Łarisa Wiktorowa
Łarisa Wiktorowna Wiktorowa, ros. Лариса Викторовна Викторова (ur. 5 września 1943 w Leningradzie) – była radziecka pływaczka.

## Życiorys
Łarisa Wiktorowa urodziła się 5 września 1943 w Sankt Petersburgu w ZSRR. Po raz pierwszy pojawiła się na Mistrzostwach Europy w Pływaniu w 1958 roku w Budapeszcie, zdobywając srebrny medal w sztafecie 4 × 100 metrów stylem zmiennym oraz brązowy medal na 100 metrów stylem grzbietowym.
Dwa lata później  pojawiła się na Letnich Igrzyskach Olimpijskich w Rzymie, gdzie ukończyła na ósmym miejscu wyścig w sztafecie 4 × 100 metrów stylem zmiennym.
Między 1958 a 1964 rokiem Wiktorowa ustanowiła 21 narodowych rekordów oraz zdobyła 15 medali na narodowych mistrzostwach (8 złotych) w stylu grzbietowym, wolnym i zmiennym. Po zakończeniu wyczynowego pływania pracowała na Kolei Bajkalsko-Amurskiej, a także jako trenerka pływania. W latach 90. przeprowadziła się do Stanów Zjednoczonych.